# Coelosphaera crusta
Coelosphaera crusta är en svampdjursart som beskrevs av Tanita och Kazuo Hoshino 1989. Coelosphaera crusta ingår i släktet Coelosphaera och familjen Coelosphaeridae. Inga underarter finns listade i Catalogue of Life.